# Bùi Quảng Bạ
Bùi Quảng Bạ là giáo sư, Thiếu tướng Công an nhân dân Việt Nam. Ông nguyên là Phó Tổng cục trưởng Tổng cục An ninh, Bộ Công an Việt Nam.

## Tiểu sử
Bùi Quảng Bạ học đại học chuyên ngành ngôn ngữ và văn học phương Đông.
Năm 2010, Bùi Quảng Bạ được phong hàm giáo sư. Lúc này ông đang là Phó Tổng cục trưởng Tổng cục An ninh, Bộ Công an Việt Nam, Tổng Biên tập Tạp chí Chiến lược và Khoa học, Chủ tịch Hội đồng Khoa học và Công nghệ của Tổng cục An ninh I, Bộ Công an, Viện trưởng Viện Chiến lược và Khoa học Công an.
Ngày 25 tháng 4 năm 2007, Thủ tướng Chính phủ Việt Nam Nguyễn Tấn Dũng kí các Quyết định số 501/QĐ-TTg thăng cấp bậc hàm từ Đại tá lên Thiếu tướng đối với Đại tá Bùi Quảng Bạ, Phó Tổng cục trưởng Tổng cục An ninh, Bộ Công an Việt Nam.